# Вейтевен
Вейтевен (нід. Weiteveen) — село в нідерландській провінції Дренте на кордоні з Німеччиною. Входить до муніципалітету Еммен.
Його площа становить 15,53 км², а населення станом на 2021 рік складало 1 670 осіб.

## Галерея

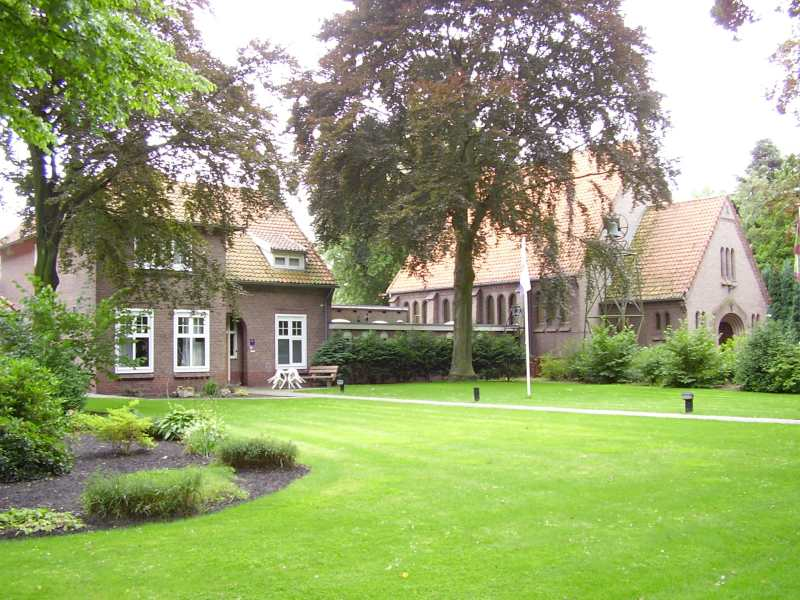
Церква у селі
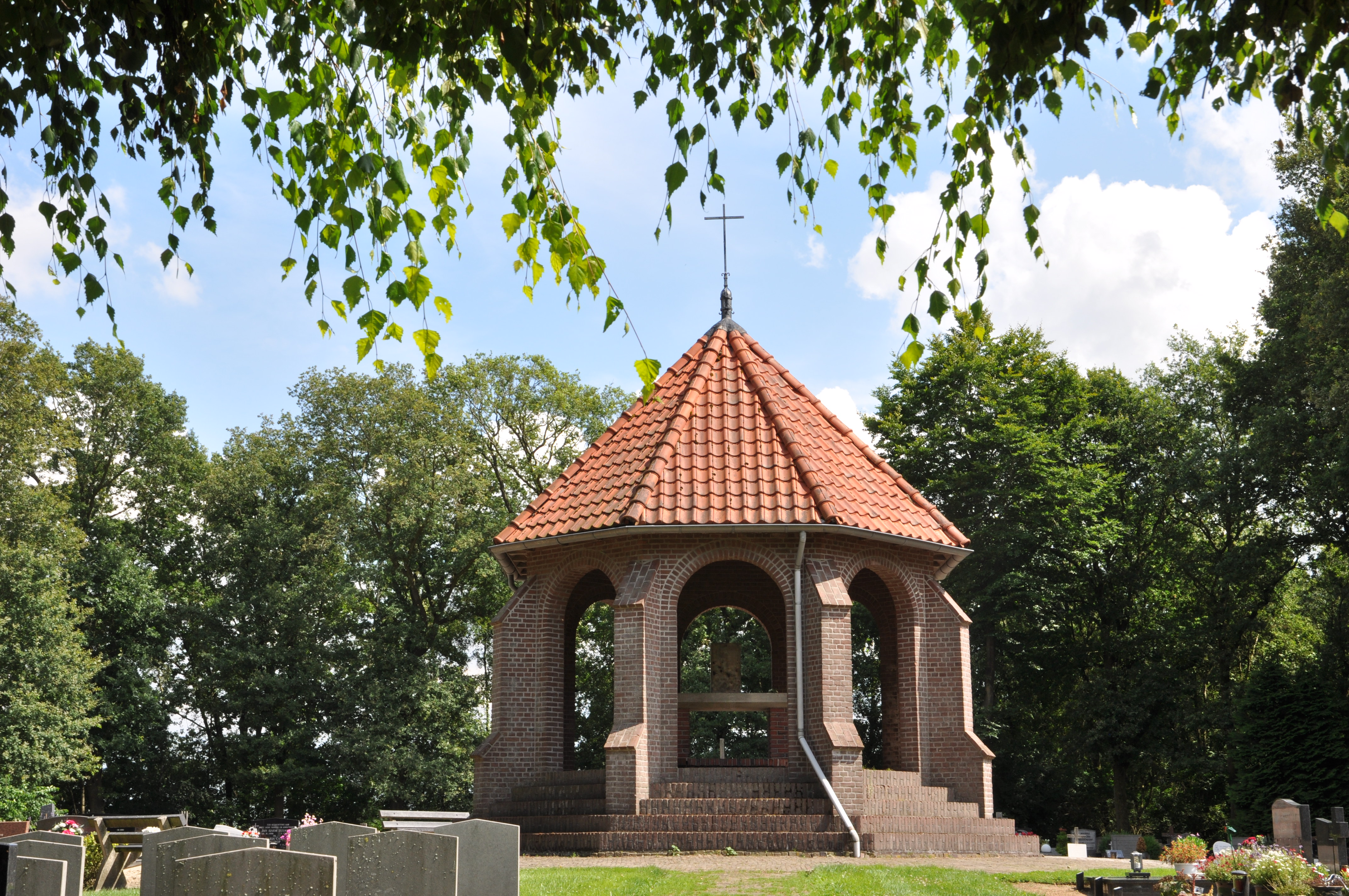
Цвинтар у Вейтевені
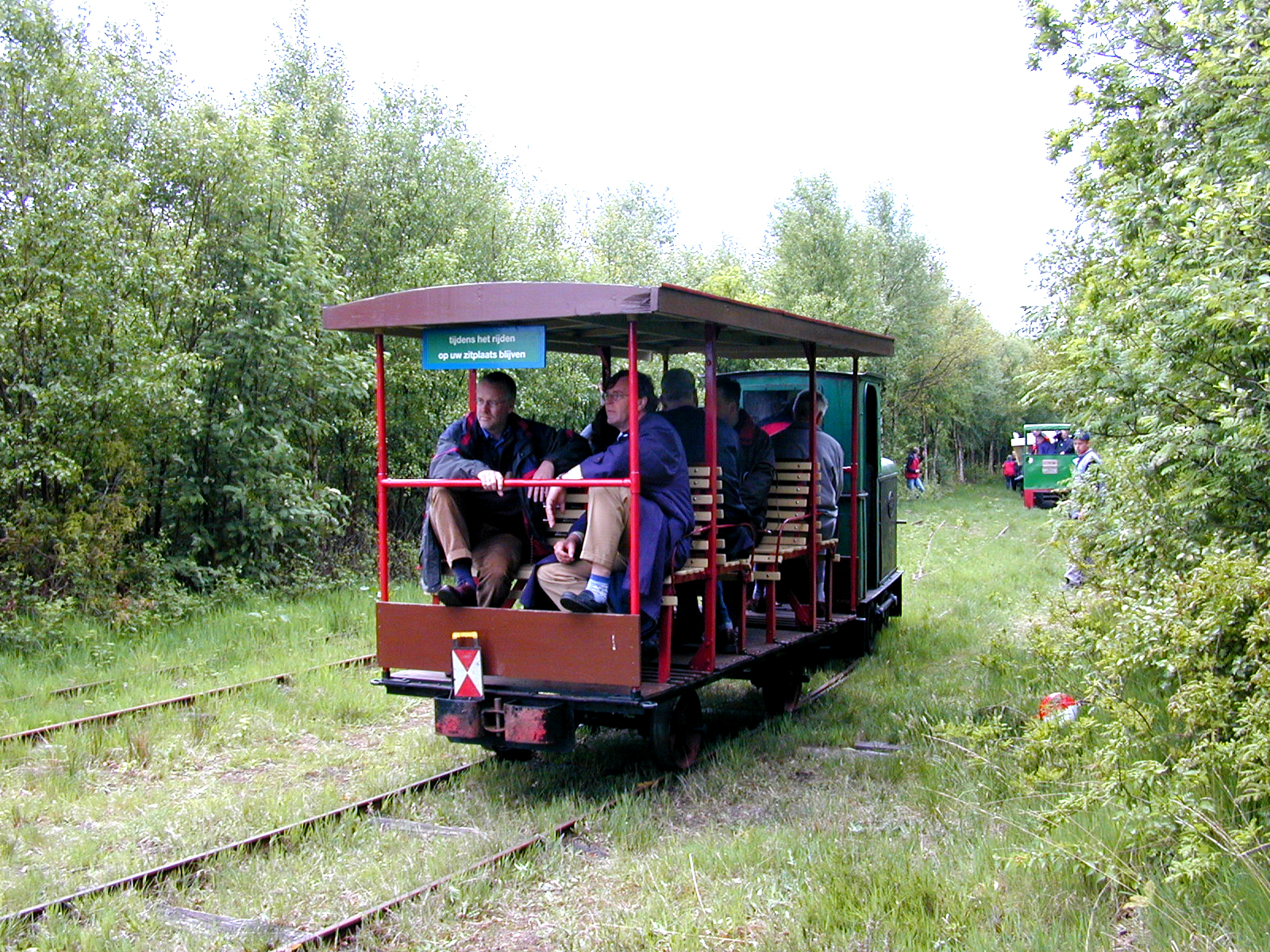
Історична вузькоколійна залізниця